# 62e méridien ouest
En géographie, le 62e méridien est est le méridien joignant les points de la surface de la Terre dont la longitude est égale à 62° est.

## Géographie

### Dimensions
Comme tous les autres méridiens, la longueur du 62e méridien correspond à une demi-circonférence terrestre, soit 20 003,932 km. Au niveau de l'équateur, il est distant du méridien de Greenwich de 6 902 km,.
Avec le 118e méridien ouest, il forme un grand cercle passant par les pôles géographiques terrestres.

### Régions traversées
En commençant par le pôle Nord et descendant vers le sud au pôle Sud, Le 62e méridien est passe par:
| Coordonnées          | Pays, territoire ou mer | Notes |
| -------------------- | ----------------------- | --- |
| 90° 00′ N, 62° 00′ O | Océan Arctique          | |
| 83° 24′ N, 62° 00′ O | Mer de Lincoln          | |
| 82° 30′ N, 62° 00′ O | Canada                  | Nunavut, Île d'Ellesmere |
| 82° 05′ N, 62° 00′ O | Détroit de Nares        | |
| 81° 08′ N, 62° 00′ O | Groenland               | Péninsule de Daugaard-Jensen (en) |
| 76° 04′ N, 62° 00′ O | Mer de Baffin           | |
| 70° 00′ N, 62° 00′ O | Détroit de Davis        | |
| 67° 03′ N, 62° 00′ O | Canada                  | Nunavut — Île de Baffin |
| 66° 17′ N, 62° 00′ O | Détroit de Davis        | Passe d'Exeter |
| 66° 02′ N, 62° 00′ O | Canada                  | Nunavut — Île de Baffin |
| 66° 01′ N, 62° 00′ O | Détroit de Davis        | Passe juste à l'est de l'Île Angijak (en), Nunavut, Canada (à 65° 39′ N, 62° 07′ O) |
| 60° 00′ N, 62° 00′ O | Océan Atlantique        | Mer du Labrador |
| 57° 55′ N, 62° 00′ O | Canada                  | Terre-Neuve-et-Labrador — Labrador Québec — à partir de 52° 00′ N, 62° 00′ O |
| 50° 12′ N, 62° 00′ O | Golfe du Saint-Laurent  | Détroit Jacques Cartier |
| 49° 22′ N, 62° 00′ O | Canada                  | Québec — Île d'Anticosti |
| 49° 04′ N, 62° 00′ O | Golfe du Saint-Laurent  | |
| 47° 17′ N, 62° 00′ O | Canada                  | Québec — Îles de la Madeleine |
| 47° 13′ N, 62° 00′ O | Golfe du Saint-Laurent  | |
| 46° 28′ N, 62° 00′ O | Canada                  | Île-du-Prince-Édouard — pointe orientale |
| 46° 27′ N, 62° 00′ O | Golfe du Saint-Laurent  | Détroit de Northumberland |
| 45° 52′ N, 62° 00′ O | Canada                  | Nouvelle-Écosse |
| 44° 59′ N, 62° 00′ O | Océan Atlantique        | |
| 17° 45′ N, 62° 00′ O | Mer des Caraïbes        | Passe juste à l'ouest de l'île de Barbuda, Antigua-et-Barbuda (à 17° 42′ N, 61° 53′ O) PPasse juste à l'ouest de l'île de Antigua, Antigua-et-Barbuda (à 17° 06′ N, 61° 54′ O) Passe juste à l'est de l'île de Montserrat (à 16° 41′ N, 62° 09′ O) Passe juste à l'ouest de l'île de Basse-Terre, Guadeloupe, France (à 16° 16′ N, 61° 48′ O) Passe juste à l'ouest de l'île de Grenade (à 12° 00′ N, 61° 48′ O) |
| 10° 43′ N, 62° 00′ O | Venezuela               | Péninsule de Paria |
| 10° 39′ N, 62° 00′ O | Golfe de Paria          | Passe juste à l'ouest de l'île de Trinidad, Trinité-et-Tobago (à 10° 03′ N, 61° 55′ O) |
| 9° 56′ N, 62° 00′ O  | Venezuela               | |
| 4° 10′ N, 62° 00′ O  | Brésil                  | Roraima Amazonie — from 1° 11′ S, 62° 00′ O Rondônia — à partir de 8° 48′ S, 62° 00′ O |
| 13° 21′ S, 62° 00′ O | Bolivie                 | |
| 20° 12′ S, 62° 00′ O | Paraguay                | |
| 23° 00′ S, 62° 00′ O | Argentine               | Continent, Isla Bermejo (en) et Île Saunders (Malouines) |
| 39° 10′ S, 62° 00′ O | Océan Atlantique        | |
| 60° 00′ S, 62° 00′ O | Océan Austral           | |
| 63° 15′ S, 62° 00′ O | Îles Shetland du Sud    | Île Low — Liste des territoires revendiqués par l' Argentine, le Chili et le Royaume-Uni |
| 63° 19′ S, 62° 00′ O | Océan Austral           | |
| 64° 00′ S, 62° 00′ O | Antarctique             | île Liège — Liste des territoires revendiqués par l' Argentine, le Chili et le Royaume-Uni |
| 64° 04′ S, 62° 00′ O | Océan Austral           | |
| 64° 41′ S, 62° 00′ O | Antarctique             | Liste des territoires revendiqués par l' Argentine, le Chili et le Royaume-Uni |